# Dukuhlo (Lebaksiu)
Dukuhlo is een bestuurslaag in het regentschap Tegal van de provincie Midden-Java, Indonesië. Dukuhlo telt 3505 inwoners (volkstelling 2010).